# New Hope (Minnesota)
New Hope ist eine 1933–53 entstandene Stadt im Hennepin County im US-Bundesstaat Minnesota. Sie liegt nordwestlich von Minneapolis in der Metropolregion der Twin Cities. Sie hatte bei der Volkszählung 2020 des US Census Bureau 21.986 Einwohner.

## Geographie
Nach Angaben des United States Census Bureau beträgt die Fläche der Stadt 13,6 Quadratkilometer, davon sind 0,4 Quadratkilometer Wasserflächen.

## Geschichte
Das heutige New Hope gehörte bis 1936 zum Crystal Lake Township. Als diese in den 1930er Jahren wuchs, sollte sie zu einer Stadt umgewandelt werden. Dies stieß jedoch vor allem bei der ländlich geprägten Bevölkerung im Westen von Chrystal auf Gegenwehr, da sie keine Steuern für die Entwicklung der städtischen Infrastruktur zahlen wollten. Sie spalteten sich ab und gründeten ihre eigene Township mit dem Namen New Hope (dt. „neue Hoffnung“).
Allerdings führte auch dies zu Unstimmigkeiten innerhalb der neuen Township, da die östlich, an der Grenze zu Crystal wohnende Bevölkerung von den Vorzügen einer Stadt profitieren wollte und daher die Eingliederung in Crystal forderte. So wurde 1953 New Hope der Status einer Stadt verliehen. Dies sorgte wiederum bei den Landwirten für Unmut, aufgrund des Bevölkerungswachstums waren sie aber in die Minderheit geraten.

### Bevölkerungsentwicklung
| 1936 | 1958  | 1971   | 1990   | 2000   | 2010   | 2020   |
| ---- | ----- | ------ | ------ | ------ | ------ | ------ |
| 600  | 2.500 | 24.000 | 21.853 | 20.873 | 20.339 | 21.986 |

## Demografische Daten
Nach der Volkszählung im Jahr 2000 leben in New Hope 20.873 Menschen in 8665 Haushalten und 5268 Familien. Die Bevölkerungsdichte beträgt 1583,3 Einwohner pro km². Ethnisch betrachtet setzt sich die Bevölkerung aus 87 Prozent weißer Bevölkerung, sechs Prozent Afroamerikanern, drei Prozent Hispanics und drei Prozent asiatischen Amerikanern sowie kleineren Minderheiten zusammen.
In 27,2 % der 8665 Haushalte leben Kinder unter 18 Jahren, in 47,2 % leben verheiratete Ehepaare, in 10,4 % leben weibliche Singles und 39,2 % sind keine familiären Haushalte. 32,2 % aller Haushalte bestehen ausschließlich aus einer einzelnen Person und in 12,5 % leben Alleinstehende über 65 Jahre. Die durchschnittliche Haushaltsgröße liegt bei 2,29 Personen, die von Familien bei 2,91.
Auf die gesamte Stadt bezogen setzt sich die Bevölkerung zusammen aus 21,3 % Einwohnern unter 18 Jahren, 8,1 % zwischen 18 und 24 Jahren, 30,2 % zwischen 25 und 44 Jahren, 22,7 % zwischen 45 und 64 Jahren und 17,8 % über 65 Jahren. Der Median beträgt 38 Jahre. Etwa 54,5 % der Bevölkerung ist weiblich.
Der Median des Einkommens eines Haushaltes beträgt 46.795 USD, der einer Familie 60.424 USD. Das Prokopfeinkommen liegt bei 23.562 USD. Etwa 6,5 % der Bevölkerung und 4,1 % der Familien leben unterhalb der Armutsgrenze.

## Infrastruktur
New Hope verfügt über verschiedene Sport- und Freizeiteinrichtungen. Neben insgesamt 20 Parks gibt es einen öffentlichen Golfplatz, ein Schwimmbad, ein Eisstadion sowie ein Freilichttheater.

## Söhne und Töchter der Stadt
- Jim Johnson (* 1962), Eishockeyspieler und -trainer
- Chris Olson (* 1964), Eishockeyspieler